# Copa Intercontinental de Fútbol Playa 2022
La Copa Intercontinental de Fútbol Playa 2022 fue la undécima edición del torneo patrocinado por Beach Soccer Worldwide. El torneo se desarrolló del 1 al 6 de noviembre.

La Copa Intercontinental suele considerarse el mayor torneo del calendario internacional actual de fútbol playa después de la Copa Mundial de Fútbol Playa de FIFA. De naturaleza similar a la de la Copa FIFA Confederaciones, participan ocho naciones.

## Fórmula de disputa
El torneo comenzó con una fase de grupos, jugada en un formato de Todos contra todos. Los primeros y segundos de cada grupo avanzaron a la etapa eliminatoria, en la cual los equipos compitieron en partidas de Eliminación directa, comenzando con las semifinales y terminando con la final. Un tercer partido decisivo también se disputó con los semifinalistas perdedores. El tercer y cuarto lugar de cada grupo jugaron en una serie de partidos de consolación para decidir del quinto al octavo lugar.

## Participantes
En cursiva los equipos debutantes.
| Equipos participantes  | Equipos participantes | Equipos participantes | Equipos participantes |
| ---------------------- | --------------------- | --------------------- | --------------------- |
| Emiratos Árabes Unidos | Japón                 | Irán                  | Arabia Saudita        |
| Paraguay               | España                | Estados Unidos        | Brasil                |

## Fase de grupos

### Grupo A
| Pos. | Equipo                     | Pts. | PJ | G | W+ | WP | P | GF | GC | Dif. | Clasificación  |
| ---- | -------------------------- | ---- | -- | - | -- | -- | - | -- | -- | ---- | -------------- |
| 1    | Brasil                     | 9    | 3  | 3 | 0  | 0  | 0 | 17 | 3  | +14  | Semifinales    |
| 2    | Emiratos Árabes Unidos (H) | 6    | 3  | 2 | 0  | 0  | 1 | 10 | 6  | +4   | Semifinales    |
| 3    | España                     | 3    | 3  | 1 | 0  | 0  | 2 | 9  | 12 | −3   | 5º al 8º lugar |
| 4    | Arabia Saudita             | 0    | 3  | 0 | 0  | 0  | 3 | 0  | 15 | −15  | 5º al 8º lugar |

 Fuente: BSWW
| Fecha                         | Lugar |                        |                                   | Resultado |                                   |                        |
| ----------------------------- | ----- | ---------------------- | --------------------------------- | --------- | --------------------------------- | ---------------------- |
| 2 de noviembre de 2022, 17:15 | Dubái | España                 | Bandera de España                 | 3:4       | Bandera de Emiratos Árabes Unidos | Emiratos Árabes Unidos |
| 1 de noviembre de 2022, 18:45 | Dubái | Arabia Saudita         | Bandera de Arabia Saudita         | 0:6       | Bandera de Brasil                 | Brasil                 |
| 2 de noviembre de 2022, 17:15 | Dubái | España                 | Bandera de España                 | 2:8       | Bandera de Brasil                 | Brasil                 |
| 2 de noviembre de 2022, 18:45 | Dubái | Emiratos Árabes Unidos | Bandera de Emiratos Árabes Unidos | 5:0       | Bandera de Arabia Saudita         | Arabia Saudita         |
| 3 de noviembre de 2022, 17:15 | Dubái | Arabia Saudita         | Bandera de Arabia Saudita         | 0:4       | Bandera de España                 | España                 |
| 3 de noviembre de 2022, 18:45 | Dubái | Brasil                 | Bandera de Brasil                 | 3:1       | Bandera de Emiratos Árabes Unidos | Emiratos Árabes Unidos |

### Grupo B
| Pos. | Equipo         | Pts. | PJ | G | W+ | WP | P | GF | GC | Dif. | Clasificación  |
| ---- | -------------- | ---- | -- | - | -- | -- | - | -- | -- | ---- | -------------- |
| 1    | Irán           | 8    | 3  | 2 | 1  | 0  | 0 | 16 | 9  | +7   | Semifinales    |
| 2    | Paraguay       | 6    | 3  | 2 | 0  | 0  | 1 | 14 | 14 | 0    | Semifinales    |
| 3    | Japón          | 3    | 3  | 1 | 0  | 0  | 2 | 11 | 13 | −2   | 5º al 8º lugar |
| 4    | Estados Unidos | 0    | 3  | 0 | 0  | 0  | 3 | 8  | 13 | −5   | 5º al 8º lugar |

 Fuente: BSWW
| Fecha                         | Lugar |                |                           | Resultado  |                           |                |
| ----------------------------- | ----- | -------------- | ------------------------- | ---------- | ------------------------- | -------------- |
| 1 de noviembre de 2022, 16:00 | Dubái | Estados Unidos | Bandera de Estados Unidos | 1:3        | Bandera de Japón          | Japón          |
| 1 de noviembre de 2022, 20:00 | Dubái | Irán           | Bandera de Irán           | 6:2        | Bandera de Paraguay       | Paraguay       |
| 2 de noviembre de 2022, 16:00 | Dubái | Paraguay       | Bandera de Paraguay       | 8:5        | Bandera de Japón          | Japón          |
| 2 de noviembre de 2022, 20:00 | Dubái | Irán           | Bandera de Irán           | 6:4        | Bandera de Estados Unidos | Estados Unidos |
| 3 de noviembre de 2022, 16:00 | Dubái | Estados Unidos | Bandera de Estados Unidos | 3:4        | Bandera de Paraguay       | Paraguay       |
| 3 de noviembre de 2022, 20:00 | Dubái | Japón          | Bandera de Japón          | 3:4 (pró.) | Bandera de Irán           | Irán           |

## Fase final

### Semifinales
| Fecha                         | Lugar |        |                   | Resultado |                                   |                        |
| ----------------------------- | ----- | ------ | ----------------- | --------- | --------------------------------- | ---------------------- |
| 5 de noviembre de 2022, 18:45 | Dubái | Brasil | Bandera de Brasil | 6:5       | Bandera de Paraguay               | Paraguay               |
| 5 de noviembre de 2022, 20:00 | Dubái | Irán   | Bandera de Irán   | 5:2       | Bandera de Emiratos Árabes Unidos | Emiratos Árabes Unidos |

### Tercer lugar
| Fecha                         | Lugar |          |                     | Resultado |                                   |                        |
| ----------------------------- | ----- | -------- | ------------------- | --------- | --------------------------------- | ---------------------- |
| 6 de noviembre de 2022, 18:45 | Dubái | Paraguay | Bandera de Paraguay | 4:1       | Bandera de Emiratos Árabes Unidos | Emiratos Árabes Unidos |

### Final
| Fecha                         | Lugar |        |                   | Resultado |                 |      |
| ----------------------------- | ----- | ------ | ----------------- | --------- | --------------- | ---- |
| 6 de noviembre de 2022, 20:00 | Dubái | Brasil | Bandera de Brasil | 1:2       | Bandera de Irán | Irán |

## Rondas de consolación

### 5º al 8º lugar
| Fecha                         | Lugar |        |                   | Resultado |                           |                |
| ----------------------------- | ----- | ------ | ----------------- | --------- | ------------------------- | -------------- |
| 4 de noviembre de 2022, 16:00 | Dubái | España | Bandera de España | 3:4       | Bandera de Estados Unidos | Estados Unidos |
| 4 de noviembre de 2022, 17:15 | Dubái | Japón  | Bandera de Japón  | 10:3      | Bandera de Arabia Saudita | Arabia Saudita |

### 7º lugar
| Fecha                         | Lugar |        |                   | Resultado |                           |                |
| ----------------------------- | ----- | ------ | ----------------- | --------- | ------------------------- | -------------- |
| 6 de noviembre de 2022, 16:00 | Dubái | España | Bandera de España | 5:0       | Bandera de Arabia Saudita | Arabia Saudita |

### 5º lugar
| Fecha                         | Lugar |                |                           | Resultado |                  |       |
| ----------------------------- | ----- | -------------- | ------------------------- | --------- | ---------------- | ----- |
| 6 de noviembre de 2022, 17:15 | Dubái | Estados Unidos | Bandera de Estados Unidos | 0:4       | Bandera de Japón | Japón |

## Goleadores
| Jugador          | Selección | Goles |
| ---------------- | --------- | ----- |
| Carlos Carballo  | Paraguay  | 8     |
| Takaaki Oba      | Japón     | 7     |
| Catarino         | Brasil    | 6     |
| Valentín Benítez | Paraguay  | 6     |
| Filipe Silva     | Brasil    | 5     |

## Clasificación final
| Pos. | Selección              | PJ | G | G+ | GP | P | GF | GC | Dif. | Pts |
| ---- | ---------------------- | -- | - | -- | -- | - | -- | -- | ---- | --- |
| 1    | Irán                   | 5  | 4 | 1  | 0  | 0 | 23 | 12 | +11  | 14  |
| 2    | Brasil                 | 5  | 4 | 0  | 0  | 1 | 24 | 10 | +14  | 12  |
| 3    | Paraguay               | 5  | 3 | 0  | 0  | 2 | 23 | 21 | +2   | 9   |
| 4    | Emiratos Árabes Unidos | 5  | 2 | 0  | 0  | 3 | 13 | 15 | -2   | 6   |
| 5    | Japón                  | 5  | 3 | 0  | 0  | 2 | 25 | 16 | +9   | 9   |
| 6    | Estados Unidos         | 5  | 1 | 0  | 0  | 4 | 12 | 20 | -8   | 3   |
| 7    | España                 | 5  | 2 | 0  | 0  | 3 | 17 | 16 | +1   | 6   |
| 8    | Arabia Saudita         | 5  | 0 | 0  | 0  | 5 | 3  | 30 | -27  | 0   |